# Arnold (herb szlachecki)
Arnold – polski herb szlachecki z indygenatu.

## Opis herbu
W polu barwy niewiadomej pręga w skos lewy barwy niewiadomej, nad nią gwiazda, pod nią bat w skos. 
Klejnot: Gwiazda między dwoma skrzydłami orlimi.

## Najwcześniejsze wzmianki
Zatwierdzony indygenatem w 1777 roku dla Jerzego Chrystiana Arnolda.

## Herbowni
Arnold.